# Conesville
Pour les articles homonymes, voir Conesville (homonymie).
Conesville est une ville du comté de Muscatine, en Iowa, aux États-Unis. Elle est incorporée le 21 mars 1874.

## Source de la traduction
- (en) Cet article est partiellement ou en totalité issu de l’article de Wikipédia en anglais intitulé « Conesville, Iowa » (voir la liste des auteurs).